# Битва за Кан
Битва за Кан (нем. Schlacht um Caen) — бои, длившиеся с июня по август 1944 года между союзными (британскими и канадскими войсками) и немецкими войсками во время Нормандской операции.
Целью Союзников был захват французского города Кан, одного из самых больших городов в Нормандии, в День Д. Кан был жизненно важной целью по ряду причин. Город является важным транспортным узлом: он был возведён на реке Орне, позже там был построен Канский канал; как следствие, город стал пересечением важных дорог. Пока город оставался в руках Германии, немецкие войска могли быть достаточно быстро переброшены на фронт в различных направлениях для усиления обороны. Вторая причина — зона вокруг города была относительно открытой, что позволяло использовать её для постройки аэродрома.
В День Д Кан был целью 3-й британской пехотной дивизии и оставался центральным пунктом в серии битв в июне, июле и августе.
Кан уже в то время был большим городом, и был почти полностью разрушен бомбардировками Союзников, было уничтожено две трети зданий старинной постройки. Его реконструкция длилась до 1962 года. Сегодня Кан — столица региона Нижняя Нормандия и префектура (административный центр) департамента Кальвадос с населением в 114 тыс. человек.

## Военно-оперативная ситуация

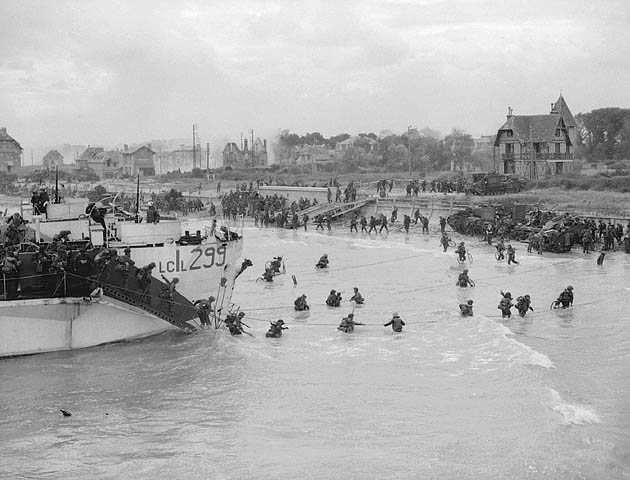
Канадские резервные войска десантируются в 'Nan White' в Bernières-sur-Mer.

6 июня 1944 года войска союзников вторглись во Францию, начав тем самым операцию «Нептун» — береговую высадку операции «Оверлорд», и открыв Западный фронт в Европе. Во время операции «Нептун» войска союзников высадились с нескольких тысяч кораблей и атаковали берег Нормандии, поддерживаемые около 3000 самолётами. День Д был успешен для союзников, но тем не менее они были не способны взять Кан так, как планировалось изначально.
В дополнение к морской высадке, союзники использовали воздушно-десантные войска. Американские 101-я и 82-я воздушно-десантные дивизии, также как и британская 6-я воздушно-десантная дивизия (с присоединённым к ней 1-м канадским парашютным батальоном), были высажены позади оборонительной линии противника. Задачей британских и канадских парашютистов, высаженных позади пляжа «Сорд», был захват стратегически важных мостов: Хорс и Пегас, а также артиллерийских батарей в Мервилле, которые в дальнейшем планировалось использовать для препятствия продвижению немецких войск. Парашютистам удалось установить предмостное укрепление на севере Кана, на восточном берегу реки Орн, давшее преимущество союзным войскам в битве за Кан.

## Ход боёв

Топографическая карта области к западу от Кана

### Операция «Нептун»
Первая операция по захвату Кана была начата с высадки 3-й пехотной дивизии на пляже «Сворд» 6 июня. Несмотря на преодоление Атлантического вала, Союзники не смогли достигнуть города из-за контратаки немецкой 21-й бронетанковой дивизии, эффективно блокировавшей дорогу на Кан.

### Операция «Перч»

Позиции союзников и Оси на 12 июня 1944 г.

Операция «Перч» была второй попыткой захвата Кана после неудачной атаки с берега Сорд 6 июня. Операция «Перч» предназначалась для предотвращения опасности британского отступления на юго-восток Кана. Операция была поручена XXX корпусу; Задачей 50-й (Нортумбрской) пехотной дивизии был захват Байё и дороги на Тийи-сюр-Сёль. 7-я бронетанковая дивизия была остриём копья в продвижении на гору Пинсон.
9 июня Кан всё ещё был в руках Германии, и генерал Монтгомери создал новый план для второй армии. Кан должен был быть окружён, восточная часть немецкого гарнизона была атакована 1 корпусом 51 (Горной) пехотной дивизии. Горцы прошли через предмостное укрепление, что дало им преимущество на востоке реки Орна, во время операции «Тонга», и атаковать, двигаясь на юг, к коммуне Каньи, находящейся на 9,7 км юго-восточнее Кана. XXX корпус взял в клещи восточную часть немецкого гарнизона; 7-я бронетанковая дивизия продвигалась на восток, пересекла реку Одон, захватила Эвреси и расположенный неподалёку высотный городок (высота 112).
В течение нескольких следующих дней XXX корпус сражался за контроль над городом Тийи-сюр-Сёль, защищаемый бронетанковой дивизией Леер и частями 12-й бронетанковой дивизией; войска союзников увязли в бокажах, и были не способны преодолеть оказываемое им сильное сопротивление. Передвижение 1 корпуса было приостановлено из-за атаки на него 12 июня. Когда 51-я горная дивизия начала атаку, продолжающаяся сопротивляться 21-я бронетанковая дивизия попыталась пробиться на юг; Горцы не смогли закрепить успех и 13 июня восточное наступление на Кан было остановлено.

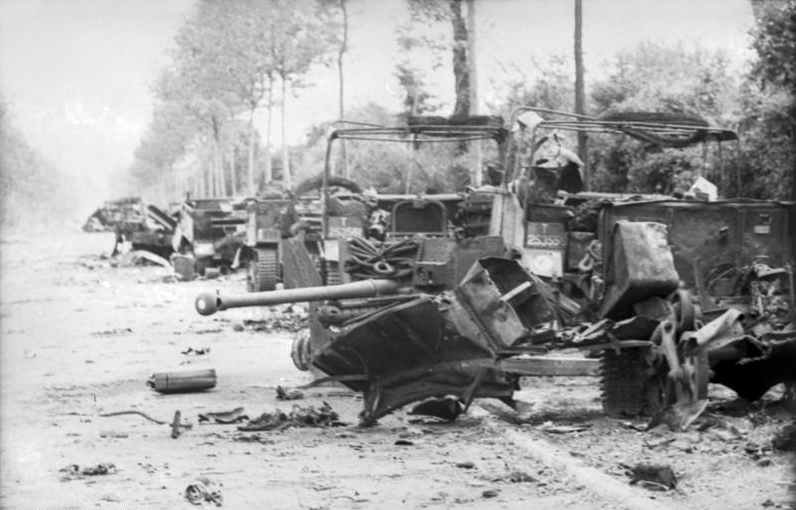
Транспорт 7-й бронетанковой дивизии, атакованный в битве за Виллер-Бокаж.

На правом фланге XXX корпуса сопротивление немцев было сломлено атакой американцев, и немцы начали отступление на юге, открыв тем самым дыру в своей линии фронта в 12.1 км. Видя удобный случай, Демпси приказал 7-й бронетанковой дивизии прорваться через открытую линию немецкой обороны, захватить Виллер-Бокаж и зайти во фланг бронетанковой дивизии Леер. Через два дня интенсивных боёв Виллер-Бокаж был окружён. 14 июня позиции дивизий были изменены. 7-я бронетанковая дивизия была отозвана для поддержки 33-й бронетанковой бригады. Это было планом укрепления дивизии для возобновления наступления, но 19 июня шторм, начавшийся на Ла-Манше, стал причиной нарушения снабжения операции, и дальнейшее наступление было остановлено.

### Ле-Мениль-Патри
Целью последней главной канадской операции, проходившей в июне, было удерживание дающих преимущество высот на юго-западе Кана, результат операции был смешанным. 46 королевские морские коммандос успешно выполнили операцию вместе с канадскими бронетанковыми частями, так же как и королевский резервный канадский пехотный полк (Le Régiment de la Chaudière) и продвигались далеко на юг, к коммуне Ро. Однако королевские стрелки, поддерживаемые 6 канадским бронетанковым полком (1-й гусарский) потерпели неудачу в Ле-Мениль-Патри, и 3-я канадская пехотная дивизия сыграла основную роль в этой операции до операции «Виндзор», проходившей в первую неделю июля.

### Операция «Мартлет»
Операция «Мартлет» (также известная как Операция «Бесстрашный») была начата 49-й пехотной дивизией и 8-й бронетанковой бригадой XXX корпуса, и была лишь подготовкой к операции «Эпсом». Целью операции было удержать позицию на правом фланге VIII корпуса. Во время операции Эпсом, VIII корпус мог подвергнуться опасности из-за расположенных к западу от отрога Раури немецких сил на горном хребте, с которого просматриваются пути передвижения 15 (шотландской) пехотной дивизии. Отрог и деревни: Раури, Фонтене́-ле-Пене́ль, Тессель и Бретвиль, и Жювиньи́-сюр-Сёль,- должны были быть захвачены 49-й и 50-й дивизиями для продвижения к Югу от Тилли. Ожидалось, что против британцев выступят 3-й батальон 26-го бронетанкового гренадерского полка СС и части 12 бронетанкового полка СС 12 бронетанковой дивизии СС, размещенные на и вокруг отрога. Оба были истощены боями на прошлых неделях, но тем не менее хорошо окопались.
К полудню 25 июня 43-я дивизия достигла линии фронта в лесах у Ванд. К полуночи 49-я дивизия установила линию фронта приблизительно к югу от Фонтене́-ле-Пене́ль. Раури и около половины отрога остались в руках врага. 26 июня в 5:30 утра 70 пехотная и 8 бронетанковая бригады продолжили наступление на позиции 49 дивизии. Боевая группа 24-го уланского и 12-го моторизованного батальона королевского стрелкового корпуса достигли Тессель и Бретвиль, но были остановлены на правом фланге из-за чего во второй половине дня вынуждены были отойти.. В течение ночи две роты 192-го бронетанкового гренадерского батальона 21-й бронетанковой дивизии объединились с бронетанковой дивизией «Леер» на правом фланге возле Ванд. На следующий день 146-я бригада захватила лес у Тессель и Бретвиль, и тактическая группа, состоящая из 70-й пехотной и 8-й бронетанковой бригад, достигла Раури и захватила его к сумеркам.
Рано утром 28 июня 70 бригада атаковала Беттевиль, но контратака Кампфгруппы Вайдингера задержала британское наступление до прибытия 2-го бронетанкового корпуса СС, вернувший контроль над Беттевиль и образовавший новый оборонительный рубеж вокруг Раури. С 29-30 июня 49-я дивизия удерживала позицию вокруг Раури, когда с южного направления началась контратака 2-го бронетанкового корпуса СС. 1 июля в 6:00 утра кампфгруппа Вайдингера в лоб атаковала позиции 11-го полка лёгкой пехоты и 1-го Тайнсайдского шотландского батальона в Раури, но британцы отбили атаку и в 10:00 утра немцы вынуждены были отойти. В 11:00 утра кампфгруппа Вайдингера атаковала снова, но не смогла прорвать британскую оборону. Около полудня на южном направлении силами 9-й танковой дивизии СС «Хоэнштауфен» немцы смогли добиться небольшого успеха, но к 6 вечера вынуждены были ретироваться, потеряв около 30-ти единиц бронированной техники.

### Операция «Эпсом»

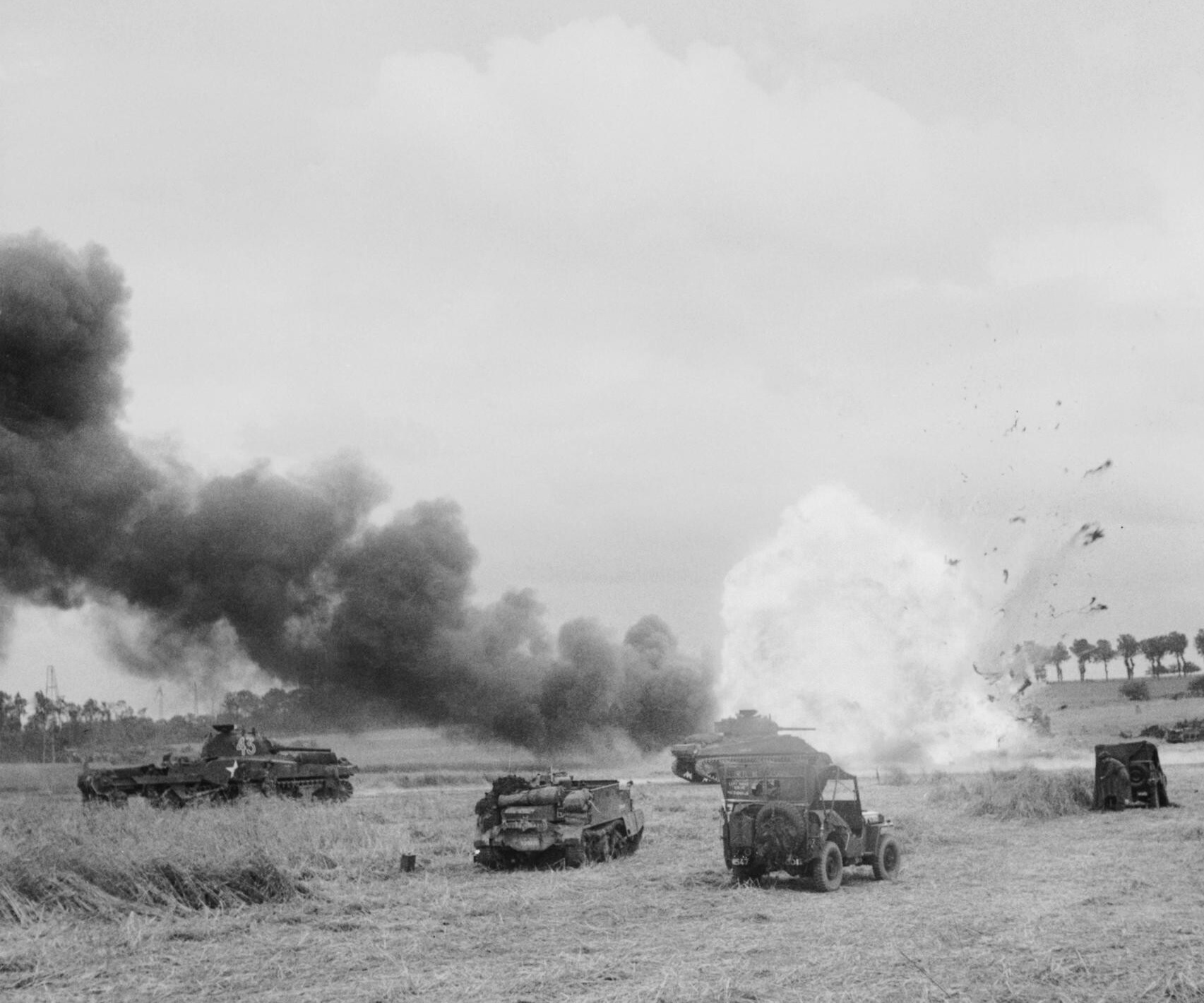
Взрыв транспорта с боеприпасами 11-й бронетанковой дивизии, после начала артиллерийского обстрела во время операции «Эпсом».

После задержки, вызванной обрушившимся на Английский канал трёхдневным штормом, 26 июня, 2-я британская армия начала операцию Эпсом. Целью операции был захват возвышенности к югу от Кана, рядом с Бретвиль-сюр-Лез. Атака была проведена свежеприбывшим VIII корпусом, в составе которого находилось 64 244 человека под командованием генерал-лейтенанта Ричарда О’Коннора. Поддержку операции должны были оказать 736 артиллерийских орудий, Королевский флот, авиаподдержка и предварительная бомбардировка выполненная 250-ю бомбардировщиками королевских военно-воздушных сил. Однако предварительная бомбардировка перед началом операции не состоялась из-за плохой погоды.